# Kult świętych

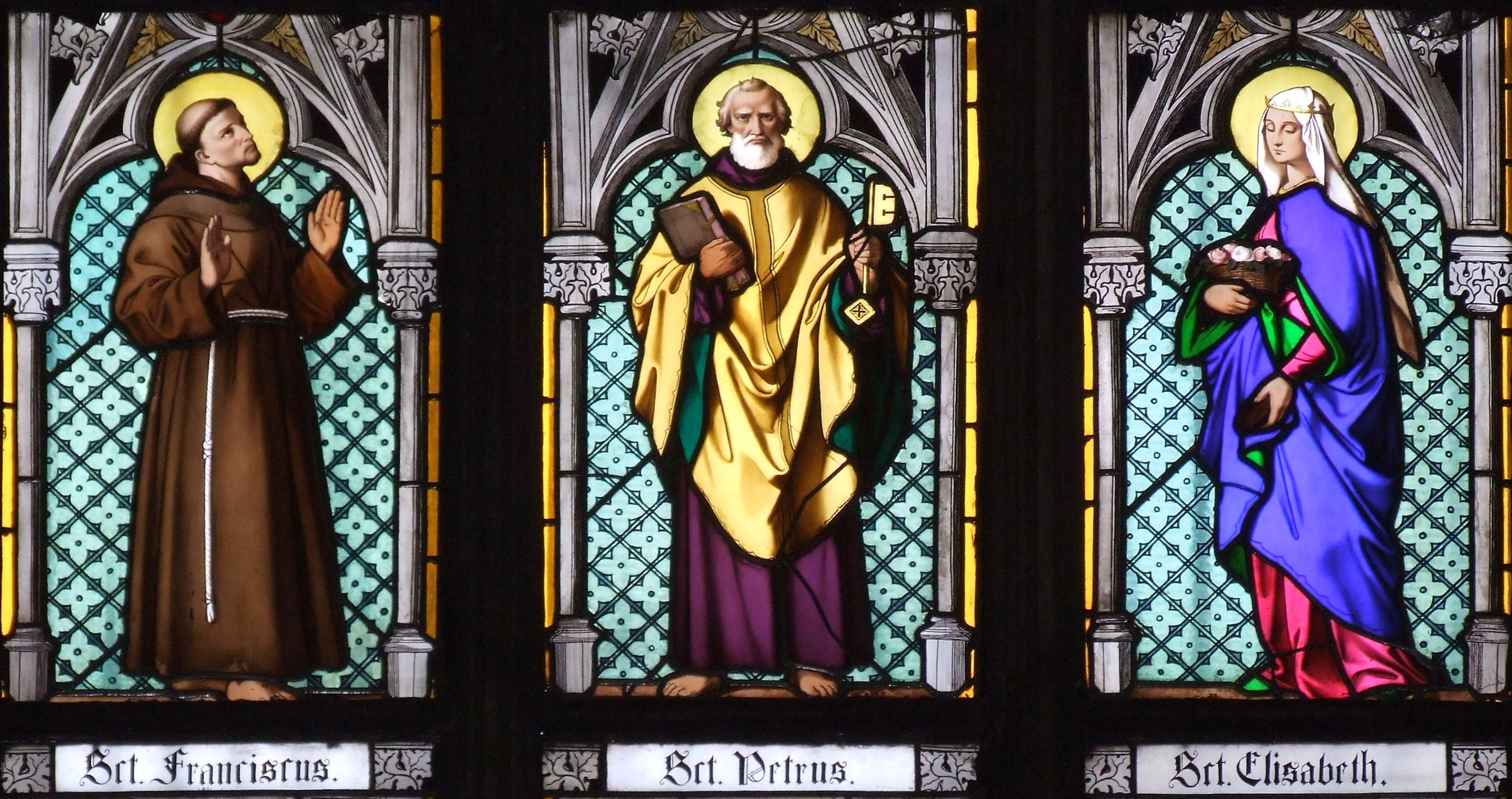
Święci na witrażu w praskiej katedrze św. Wita

Kult świętych w katolicyzmie i prawosławiu oznacza szczególną cześć oddawaną osobom uważanym za zbawione, oraz świętym aniołom. Kult świętych istnieje też w innych wyznaniach chrześcijańskich i w innych religiach.

## Chrześcijaństwo

### Katolicyzm
W katolicyzmie szczególny szacunek należy się Maryi, jako matce Jezusa Chrystusa, która według katolików z uwagi na brak grzechu pierworodnego (niepokalane poczęcie) i uczynkowego jest najwyższym wzorem świętości (poza Trójcą Świętą).
Kult świętych w katolicyzmie oznacza przede wszystkim zwracanie się do świętych z prośbami o wstawiennictwo i wyproszenie w ten sposób łask u Boga. Każda modlitwa adresowana do świętych faktycznie polega na zwróceniu się do Boga.
Celami tego kultu są: chwała Boża, umocnienie świętości ludu Bożego, przykład do naśladowania i wstawiennictwo przed Bogiem. Do świętych można zwracać się z prośbą o wstawiennictwo do Boga. Kult świętych jest ucieleśnieniem wiary w nierozłączną wspólnotę całego mistycznego Ciała Chrystusa, to znaczy Kościoła pielgrzymującego, oczyszczającego się w czyśćcu i chwalebnego w niebie.
Katolicyzm odrzuca protestanckie lub antytrynitarne negowanie kultu świętych na podstawie biblijnego wersetu św. Pawła, który w liście do Tymoteusza mówi o Jezusie Chrystusie jako jedynym pośredniku między Bogiem a ludźmi (1 Tm 2, 1–5, Biblia Tysiąclecia), ponieważ celowość proszenia świętych o wstawiennictwo znajduje potwierdzenie w Księdze Apokalipsy:

6 „A kiedy wziął księgę, czworo Zwierząt i dwudziestu czterech Starców upadło przed Barankiem, każdy mając harfę i złote czasze pełne kadzideł, którymi są modlitwy świętych” (Ap 5, 8 BT). 7 „I przyszedł inny anioł, i stanął przy ołtarzu, mając złote naczynie na żar, i dano mu wiele kadzideł, aby dał je w ofierze jako modlitwy wszystkich świętych, na złoty ołtarz, który jest przed tronem” (Ap 8, 3 BT). 8 „I wzniósł się dym kadzideł, jako modlitwy świętych, z ręki anioła przed Bogiem” (Ap 8, 4 BT).

Z tych trzech wersetów biblijnych wynika, że modlitwy świętych przekazywane są Bogu:
1) przez aniołów;
2) przez Starców (czyli ludzi wierzących w Jezusa i żyjących w łasce Bożej).
W ujęciu katolickim werset Ap 5, 8 to biblijny dowód na to, że modlitwy zanoszone są Bogu przez pośrednictwo Świętych w niebie. Natomiast wersety Ap 8, 3-4 wskazują, że modlitwy kierowane do Boga są zanoszone za pośrednictwem aniołów i świętych.
Katolicka nauka o wstawiennictwie i inwokacji świętych została określona przez Sobór Trydencki, który naucza, że
święci, którzy królują w niebie razem z Chrystusem, ofiarowują swoje modlitwy do Boga dla ludzi. Dobre i pożyteczne jest zwracanie się do świętych oraz odwołanie się do ich modlitw i pomocy dla uzyskania łask od Boga poprzez Jezusa Chrystusa. Za bezbożne uznane są te osoby, które temu zaprzeczają.

### Prawosławie
Zgodnie z postanowieniami VII Soboru Powszechnego w Nicei (rok 787) wierni prawosławni oddają cześć (gr. προσκύνηση – pokłon, w odróżnieniu od gr. λατρεία – adoracja, przynależna jedynie Bogu) świętym, przede wszystkim ich relikwiom, jako przebóstwionym ciałom świętych oraz przedstawiającym ich ikonom.

### Protestantyzm
Wyznania protestanckie odrzucają kult świętych, ponieważ:
- Teologia protestancka zakłada zbawienie człowieka poprzez „zakrycie” jego grzechów przez ofiarę krzyżową Chrystusa. Człowiek zbawiony jest tak samo zbrukany grzechami jak niezbawiony, Bóg jednak tych grzechów u niego nie dostrzega. Z powodu tych różnic protestanci nie uważają za stosowne czcić świętych, będących ich zdaniem takimi samymi grzesznikami, jak inni ludzie (List do Rzymian 3:23). Poza tym protestanci uważają, że każdy chrześcijanin jest świętym, gdyż został zbawiony przez Chrystusa i uświęcony przez jego krzyżową ofiarę, nie zaś przez własne zasługi (List do Rzymian 3:24-28).
- Na podstawie pewnych fragmentów Nowego Testamentu i sformułowanej na ich podstawie sztandarowej zasadzie reformacji Solus Christus, protestanci uważają, iż istnieje tylko jeden pośrednik między Bogiem a człowiekiem – Jezus Chrystus i tylko do niego należy zwracać się z prośbami w modlitwach (1 List do Tymoteusza 2:5-6).
- Protestanci w myśl zasady Soli Deo gloria chwałę i cześć oddają wyłącznie Trójjedynemu Bogu, gdyż tylko taki kult uznają za biblijnie uzasadniony (List do Rzymian 1:21-25).

W wielu Kościołach luterańskich na świecie istnieją jednak kalendarze liturgiczne zawierające imiona „świadków wiary”, szczególnie męczenników, ale także innych osób, które mogą stanowić wzór do naśladowania.

#### Anglikanizm
W 39 artykułach wiary Kościoła anglikańskiego odrzuca się wzywanie (inwokację) świętych, lecz potwierdza się ich wstawiennictwo, zwane w teologii anglikańskiej advocation of the saints, co oznacza: „proszenie świętych o modlitwę z nimi i w ich imieniu, lecz nie modlenie się do świętych”. W anglikanizmie istnieje kalendarz liturgiczny z wykazem dni ku czci świętych (wyznawców i męczenników). Jest wśród nich wielu świętych katolickich (również tych, którzy w 1954 r. zostali usunięci z rzymskokatolickiego kalendarza liturgicznego), a także liczne inne osoby, wyróżniające się heroicznością cnót i wiary.

### Antytrynitaryzm
Świadkowie Jehowy odrzucają pośrednictwo i kult świętych oraz kult obrazów, rzeźb i innych wizerunków. Uważane są one za bałwochwalstwo.
Podobne stanowisko zajmują mormoni, chrystadelfianie i unitarianie.

## Judaizm
W judaizmie świętość, czyli ḳedushah, jest związana z Prawem mojżeszowym i polega na szczególnym, ponadprzeciętnym jego przestrzeganiu. Święci dodatkowo muszą wyróżniać się wysokim poziomem wiedzy religijnej. Chasydyzm za świętych uznaje cadyków, takich jak np. Elimelech z Leżajska. Panuje przekonanie, że również po śmierci mogą oni swoją mocą duchową spełniać prośby i obdarzać łaskami. Stąd pochodzi zwyczaj odwiedzania ich grobów (ohel), szczególnie w określone dni lub święta, aby modlitwą lub pisemną prośbą uzyskać ich łaski.
Podobną czcią otaczano już w starożytności patriarchów narodu żydowskiego, takich jak Abraham, Izaak i Jakub. Ich imiona wymieniane są w modlitwach do Boga, a ich groby do dzisiaj są odwiedzane i zanoszone są tam prośby o łaski od Boga.

## Inne religie
Kult świętych jest rozpowszechniony w różnych odłamach islamu, w konfucjanizmie, buddyzmie, taoizmie, shintō, dżinizmie i hinduizmie.